# Attentato al liceo di Arras
L'attentato al liceo di Arras si è verificato il 13 ottobre 2023 alla scuola superiore Gambetta-Carnot in Arras, in Francia. Una persona è morta, e altre tre sono state ferite.
Il presunto attentatore è Mohamed Mogouchkov, noto alla sicurezza francese per il suo coinvolgimento con l'Islam radicale.

## Attentato
Il 13 ottobre 2023, alle 11:00 CEST, l'attentato è iniziato nel parcheggio della scuola. Secondo i testimoni, l'attentatore urlava "Allah akbar" durante l'attentato. L'attentatore ha poi accoltelato un professore di francese, uccidendolo. Ha poi ferito anche un professore, una guardia di sicurezza e un addetto alle pulizie. L'attentatore è stato affrontato da un insegnante e altri membri dello staff. L'attentatore è poi stato arrestato.

## Vittime
Dominique Bernard, un professore di francese, è stato ucciso, mentre un altro professore, una guardia di sicurezza e un addetto alle pulizie sono stati gravemente feriti.

## Attentatore
Il presunto attentatore è Mohamed Mogouchkov, uomo russo di origini inguscie nato nel 2003 e si è trasferito in Francia nel 2008. Era noto ai servizi di sicurezza francese per il suo coinvolgimento con l'islamismo radicale; è stato arrestato. Era anche elencato ad una lista di persone potenzialmente pericolose e la DCRI ha anche detto di aver intercettato le sue telefonate. Era anche uno studente della scuola e il suo fratello minore è stato arrestato lo stesso giorno. L'attentatore ha giurato fedelta all'ISIS e ha espresso il suo odio alla Francia.

## Conseguenze
Il funerale di Bernard si è svolto nella cattedrale di Arras con schermi per trasmettere la folla che guarda da fuori. Macron ha anche premiato Bernard con la legion d'onore.
Dopo l'attentato, il paese ha mobilitato 7000 soldati da stazionare per aumentare la sicurezza. L'allarme bomba c'è stata nel paese, inclusi aeroporti, il Museo del Louvre e alla Reggia di Versailles. La scuola era soggetta ad un allarme bomba dopo che Bernard è morto ma era aperta solo per consentire agli alluni e allo staff di dare tributi a Bernard e alle altre vittime.